# Aloeides juana
Aloeides juana är en fjärilsart som beskrevs av Tite och Dickson 1968. Aloeides juana ingår i släktet Aloeides och familjen juvelvingar. Inga underarter finns listade i Catalogue of Life.